# Hans Götzinger

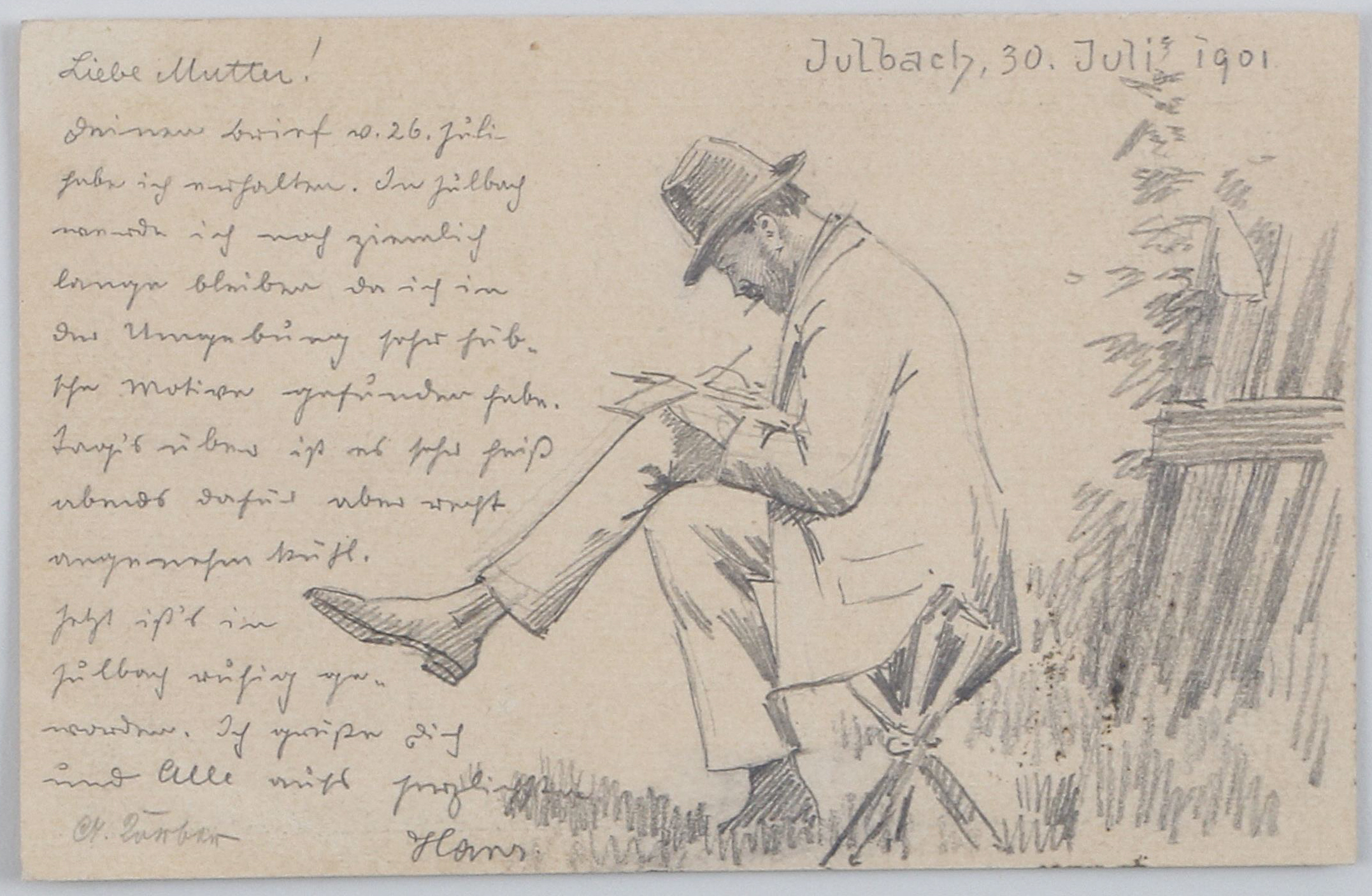
Hans Götzinger: Postkarte an die Mutter des Künstlers mit Selbstporträt, datiert Julbach, 30. Juli 1901

Hans Götzinger (* 12. Februar 1867 in Wien; † 25. September 1941 in Dürnstein) war ein Wiener Aquarellist, dessen Veduten vor allem um 1900 in Postkartenform weite Verbreitung fanden.
Der Spross einer alten Wiener Familie wurde in Wien-Margareten geboren, wuchs in der Matzleinsdorfer Straße heran und besuchte die Zeichen- und Malkurse an der Kunstgewerbeschule bei den Professoren Rieser, Rößler und Andreas Groll. Schon aufgrund der ersten Ausstellungen im Künstlerhaus erfolgten Ankäufe und Aufträge. Götzingers Bilder gelangten in kaiserlichen Besitz und zu öffentlichen Sammlungen (hauptsächlich in die Moderne Galerie und das heutige Wien Museum), vorwiegend aber arbeitete der Künstler für den privaten Markt. Vor allem seine Wiener Motive wurden in Form von Ansichtskarten gern versendet.
Hans Götzinger wohnte lange Jahre am Hackinger Kai 11 und fand bevorzugte Motive in Ober St. Veit und in der Wachau sowie im nördlichen Niederösterreich. Er war Mitglied und zuletzt Ehrenvorstand im Albrecht-Dürer-Bund, erfuhr verschiedene Ehrungen durch die Stadt Wien und erhielt den Professorentitel verliehen.
Sein Sohn Otto Götzinger war als Maler und Restaurator tätig.